# Brandan Greczkowski
Brandan Allan Greczkowski (* 18. Juli 1977 in Putnam, Connecticut) ist ein ehemaliger Judoka aus den Vereinigten Staaten.

## Sportliche Karriere
Der 1,70 m große Brandan Greczkowski kämpfte im Superleichtgewicht, der Gewichtsklasse bis 60 Kilogramm. 1996 belegte er beiden Trials für die Olympischen Spiele den dritten Platz. 1998 und 1999 gewann er jeweils eine Bronzemedaille bei den Panamerikameisterschaften. Bei den Weltmeisterschaften 1999 in Birmingham unterlag er in seinem ersten Kampf dem Japaner Kazuhiko Tokuno und schied in der Hoffnungsrunde gegen Elçin İsmayılov aus Aserbaidschan aus. Bei den Olympischen Spielen 2000 in Sydney unterlag er im Achtelfinale dem Japaner Tadahiro Nomura. Nach zwei Siegen in der Hoffnungsrunde unterlag er dem Kirgisen Aidyn Smaghulow und belegte den siebten Platz.
Brandan Greczkowski gewann 1996 und 2004 die US-Meisterschaften.